# Comparação dos clientes de IRC
Esta é uma comparação entre os clientes de Internet Relay Chat (IRC), para bate-papo online.

## Informações gerais
| Cliente                  | Desenvolvedores primários                                   | Distribuição                                                     | Licença                                      | Interface                                     | Linguagem de programação                   |
| ------------------------ | ----------------------------------------------------------- | ---------------------------------------------------------------- | -------------------------------------------- | --------------------------------------------- | ------------------------------------------ |
| Adium                    | Thijs Alkemade                                              | software livre                                                   | GPL                                          | Interface gráfica                             | Objective-C e C                            |
| Ambassador               | Isengrim                                                    | software livre                                                   | MPL                                          | Interface gráfica                             | JavaScript, XUL                            |
| Bersirc                  | Jamie Frater, Nicholas Copeland                             | software livre                                                   | LGPL                                         | Interface gráfica                             | C                                          |
| BitchX                   | Colten Edwards                                              | software livre                                                   | BSD                                          | interface de texto, Interface gráfica         | C                                          |
| ChatZilla                | Mozilla Foundation                                          | software livre                                                   | MPL, GPL, LGPL três licenças                 | Interface gráfica                             | JavaScript, XUL                            |
| Colloquy                 | Timothy Hatcher, Kiji Roshi                                 | Desktop: software livre, móvel: commercial                       | BSD: móvel, GPL: desktop                     | Interface gráfica                             | Objective-C                                |
| ERC                      |                                                             | software livre                                                   | GPL                                          | interface de texto, Interface gráfica         | Emacs Lisp                                 |
| F-IRC                    | Folkert van Heusden                                         | software livre                                                   | GPL                                          | interface de texto                            | C++                                        |
| GrumpyChat               | Petr Bena                                                   | software livre                                                   | LGPL                                         | Interface gráfica                             | C++                                        |
| HexChat                  | Berke Viktor                                                | software livre                                                   | GPL                                          | interface de texto, Interface gráfica         | C                                          |
| IceChat                  | Paul Vanderzee                                              | software livre                                                   | GPL                                          | Interface gráfica                             | C# (Visual Basic até 2004)                 |
| Igloo                    | Jordan Koch                                                 | Comercial                                                        | Proprietário                                 | Interface gráfica                             | Swift                                      |
| Instantbird              | Florian Quèze                                               | software livre                                                   | GPL                                          | Interface gráfica                             | C/C++, JavaScript, CSS, XUL                |
| ircII                    | Michael Sandrof                                             | software livre                                                   | BSD                                          | interface de texto                            | C                                          |
| Ircle                    | Onno Tijdgat                                                | Comercial, 30 dias de teste                                      | Proprietário                                 | Interface gráfica                             | C                                          |
| Irssi                    | Timo Sirainen                                               | software livre                                                   | GPL                                          | interface de texto                            | C                                          |
| KiwiIRC                  | Darren Whitlen                                              | software livre                                                   | AGPL                                         | Web                                           | Frontend em JavaScript, backend em Node.js |
| KVIrc                    | Szymon Stefanek                                             | software livre                                                   | GPL                                          | Interface gráfica                             | C++                                        |
| Konversation             | KDE                                                         | software livre                                                   | GPL                                          | Interface gráfica                             | C++                                        |
| LeafChat                 | Samuel Marshall                                             | software livre                                                   | GPL                                          | Interface gráfica                             | Java                                       |
| LimeChat                 | Satoshi Nakagawa                                            | software livre                                                   | GPL                                          | Interface gráfica                             | RubyCocoa (2007–2010) Objective-C(2010–)   |
| Linkinus                 | Conceited Software                                          | Comercial, 15 dias de teste                                      | Proprietário                                 | Interface gráfica                             | Objective-C                                |
| Mibbit                   | Jimmy Moore                                                 | Banner textual                                                   | Proprietário                                 | Web                                           | JavaScript frontend, Java backend          |
| mIRC                     | Khaled Mardam-Bey                                           | Shareware, 30 dias de teste                                      | Proprietário                                 | Interface gráfica                             | C/C++ (Borland C++ originally)             |
| Nettalk                  | Nicolas Kruse                                               | Freeware                                                         | Apache 2.0                                   | Interface gráfica                             | Visual Basic                               |
| Opera (até versão 12.xx) |                                                             | Freeware                                                         | Proprietário                                 | Interface gráfica                             | C++                                        |
| Pidgin                   |                                                             | software livre                                                   | GPL                                          | Interface gráfica                             | C                                          |
| PIRCH                    |                                                             | Shareware                                                        | Proprietário                                 | Interface gráfica                             | Delphi                                     |
| PJIRC                    | Philippe Detournay                                          | software livre                                                   | GPL                                          | Interface gráfica                             | Java                                       |
| Quassel                  | Manuel Nickschas, Marcus Eggenberger, Alexander von Renteln | software livre                                                   | GPL                                          | interface de texto, Interface gráfica         | C++                                        |
| qwebirc                  | Chris Porter                                                | software livre                                                   | GPL                                          | Web                                           | JavaScript front end, Python backend       |
| rcirc                    | Ryan Yeske                                                  | software livre                                                   | GPL                                          | interface de texto                            | Emacs Lisp                                 |
| Smuxi                    | Mirco Bauer                                                 | software livre                                                   | GPL                                          | Interface gráfica, interface de texto, server | C#                                         |
| Snak                     | Kent Sorensen                                               | Commercial                                                       | Proprietário                                 | Interface gráfica                             | ?                                          |
| Thunderbird              | Mozilla Foundation                                          | software livre                                                   | MPL 2.0                                      | Interface gráfica                             | C, C++, JavaScript                         |
| Visual IRC               | Jesse McGrew                                                | software livre                                                   | GPL                                          | Interface gráfica                             | Delphi                                     |
| WeeChat                  | Sebastien Helleu                                            | software livre                                                   | GPL                                          | interface de texto, Interface gráfica         | C                                          |
| XChat                    |                                                             | Unix/Linux: software livre; Windows: comercial, 30 dias de teste | no Unix/Linux, GPL; no Windows, proprietário | interface de texto, Interface gráfica         | C                                          |
| Cliente                  | Desenvolvedor primário                                      | Distribuição                                                     | Licença                                      | Interface                                     | Linguagem de programação                   |

## Opções
|              | Multiserver | DCC | Passive DCC / dccserver | SSL | IPv6    | UTF-8 | Interface em texto | Interface gráfica | Script                    |
| ------------ | ----------- | --- | ----------------------- | --- | ------- | ----- | ------------------ | ----------------- | ------------------------- |
| BitchX       | Sim         | Sim | Não                     | Sim | Sim     | Não   | Sim                | Sim               | Enhanced IrcII script     |
| ChatZilla    | Sim         | Sim | Não                     | Sim | Sim     | Sim   | Não                | Sim               | JavaScript                |
| HydraIRC     | Sim         | Sim | ???                     | Não | Não     | Não   | Não                | Sim               | Não                       |
| ircII        | Sim         | Sim | Não                     | Não | Sim     | Sim   | Sim                | Não               | Linguagem própria         |
| Irssi        | Sim         | Sim | Sim                     | Sim | Sim     | Sim   | Sim                | Não               | Perl                      |
| Konversation | Sim         | Sim | Não                     | Sim | Sim     | Sim   | Não                | Sim               | Shell script              |
| KVIrc        | Sim         | Sim | Parcial                 | Sim | Sim     | Sim   | Não                | Sim               | KVIrc script, Perl        |
| mIRC         | Sim         | Sim | Sim                     | Sim | Parcial | Sim   | Não                | Sim               | mIRC script               |
| savIRC       | Sim         | Sim | Parcial                 | Sim | Não     | Sim   | Não                | Sim               | Tcl                       |
| ScrollZ      | Sim         | Sim | Não                     | Sim | Sim     | Sim   | Sim                | Não               | Enhanced IrcII script     |
| Visual IRC   | Sim         | Sim | Parcial                 | Não | Não     | Não   | Não                | Sim               | Versus                    |
| X-Chat       | Sim         | Sim | Parcial                 | Sim | Sim     | Sim   | Sim                | Sim               | Perl, Python, Tcl, RuRuby |